# Lollius pyrrhoceras
Lollius pyrrhoceras är en insektsart som beskrevs av Ronald Gordon Fennah 1950. Lollius pyrrhoceras ingår i släktet Lollius och familjen sköldstritar. Inga underarter finns listade i Catalogue of Life.